# سيامك كوروشي
سيامك كوروشي لاعب كرة قدم إيراني من مواليد 27 ديسمبر 1989 ويلعب حالياٌ في نادي استقلال طهران .

## روابط خارجية
- سيامك كوروشي على موقع Soccerway.com (الإنجليزية)